# Grusse
Grusse ist ehemalige französische Gemeinde mit 181 Einwohnern (Stand: 1. Januar 2022) im Département Jura in der Region Bourgogne-Franche-Comté. Sie gehörte zum Arrondissement Lons-le-Saunier.
Der Erlass des Präfekten vom 4. Juli 2016 legte mit Wirkung zum 1. Januar 2017 die Eingliederung von Grusse als Commune déléguée zusammen mit den früheren Gemeinden Bonnaud, Vercia und Vincelles zur Commune nouvelle Val-Sonnette fest.
Der Erlass des Präfekten vom 4. Dezember 2024 legte mit Wirkung zum 1. Januar 2025 die Eingliederung von Val-Sonnette zusammen mit der früheren Gemeinde Sainte-Agnès zur neuen, gleichnamigen Commune nouvelle Val-Sonnette fest. Bei dieser Fusion behält Grusse den Status einer Commune déléguée in der neuen Commune nouvelle.

## Geografie

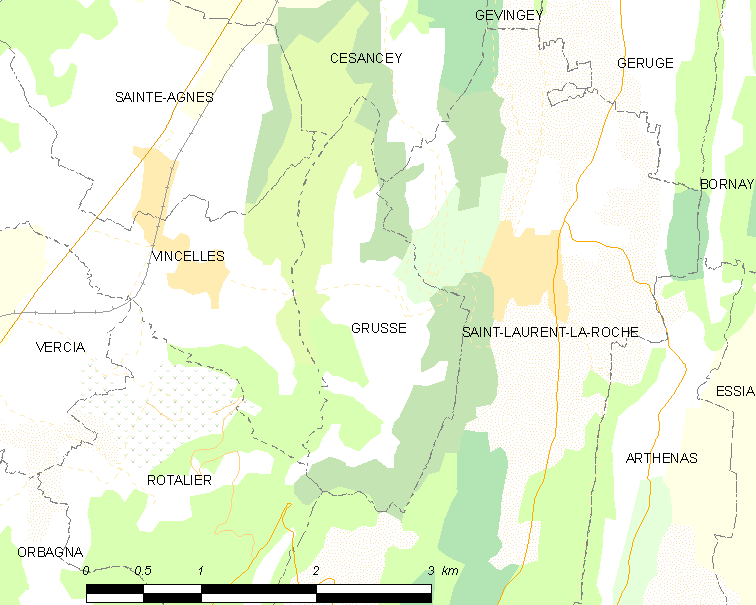
Karte von Grusse

Grusse liegt etwa neun Kilometer südsüdwestlich von Lons-le-Saunier und etwa 48 Kilometer nordnordöstlich von Bourg-en-Bresse in der Région naturelle des Revermont.
Die Sonnette entspringt im Ortsgebiet Das Ortszentrum liegt in einer kleinen Senke inmitten Jurakämmen, die die Sonnette durch eine Schlucht im Westen durchbricht. Das Ortszentrum liegt leicht erhöht auf etwa 250 m Höhe. Der höchste Punkt von Bonnaud wird an der Côte de Malessard im Süden des Ortsgebiets auf 550 m Höhe gemessen, die tiefste Stelle mit 228 m beim Austritt der Sonnette aus dem Ortsgebiet im Westen.
Umgeben wird Grusse von den drei Nachbargemeinden und der Commune déléguée von Val-Sonnette:
|                              | Cesancey                                    |               |
| Vincelles (Commune déléguée) | Kompassrose, die auf Nachbargemeinden zeigt | La Chailleuse |
| Rotalier                     |                                             |               |

## Geschichte
Wenn auch der Ursprung des Dorfes unbekannt ist, sind die ersten Spuren aus der Antike gefunden worden und erinnern sich an die Entdeckung einer langen Spitze aus Bronze, die in die Brust eines Skeletts gepresst wurde, das in einem Feld am Lieu-dit namens „à la longue poze“ in der Nähe des Bürgermeisteramts lag.
Die Häuser des Dorfes sind in einer Gruppe aufgestellt, in Stein gebaut und mit Flachziegeln gedeckt. Die meisten von ihnen wurden durch ein Stockwerk über dem Erdgeschoss erhöht. Die Gebäudesteine, die dunkelgelb farbig sind, stammten aus lokalen Steinbrüchen, die nur für den Bau des Dorfes betrieben wurden.
Es gab zwei Mühlen, drei Paar Schleifräder und einen Eisenhammer sowie eine Molkerei, die etwa 5000 kg Gruyère-Käse pro Jahr produzierte.
Das Bürgermeisteramt wurde 1842 erbaut. Die Schule wurde im Winter von rund fünfzig Kindern frequentiert. Die Kapelle ist dem heiligen Rochus geweiht, aber das Jahr ihres Baues ist unbekannt, auch wenn wir über dem alten Altar ein Stein mit dem Datum des Jahres 1770 erkennbar ist.

## Bevölkerungsentwicklung
| Grusse: Einwohnerzahlen von 1793 bis 2020                                                                                  | Grusse: Einwohnerzahlen von 1793 bis 2020 | Grusse: Einwohnerzahlen von 1793 bis 2020 | Grusse: Einwohnerzahlen von 1793 bis 2020 | Grusse: Einwohnerzahlen von 1793 bis 2020 |
| --- | ----------------------------------------- | ----------------------------------------- | ----------------------------------------- | ----------------------------------------- |
| Jahr |                                           |                                           |                                           | Einwohner                                 |
| 1793 | 1793                                      |                                           | 188                                       | 188                                       |
| 1800 | 1800                                      |                                           | 138                                       | 138                                       |
| 1806 | 1806                                      |                                           | 263                                       | 263                                       |
| 1821 | 1821                                      |                                           | 270                                       | 270                                       |
| 1831 | 1831                                      |                                           | 301                                       | 301                                       |
| 1836 | 1836                                      |                                           | 308                                       | 308                                       |
| 1841 | 1841                                      |                                           | 336                                       | 336                                       |
| 1846 | 1846                                      |                                           | 352                                       | 352                                       |
| 1851 | 1851                                      |                                           | 359                                       | 359                                       |
| 1856 | 1856                                      |                                           | 324                                       | 324                                       |
| 1861 | 1861                                      |                                           | 338                                       | 338                                       |
| 1866 | 1866                                      |                                           | 337                                       | 337                                       |
| 1872 | 1872                                      |                                           | 366                                       | 366                                       |
| 1876 | 1876                                      |                                           | 355                                       | 355                                       |
| 1881 | 1881                                      |                                           | 323                                       | 323                                       |
| 1886 | 1886                                      |                                           | 350                                       | 350                                       |
| 1891 | 1891                                      |                                           | 303                                       | 303                                       |
| 1896 | 1896                                      |                                           | 277                                       | 277                                       |
| 1901 | 1901                                      |                                           | 288                                       | 288                                       |
| 1906 | 1906                                      |                                           | 294                                       | 294                                       |
| 1911 | 1911                                      |                                           | 307                                       | 307                                       |
| 1921 | 1921                                      |                                           | 247                                       | 247                                       |
| 1926 | 1926                                      |                                           | 234                                       | 234                                       |
| 1931 | 1931                                      |                                           | 223                                       | 223                                       |
| 1936 | 1936                                      |                                           | 195                                       | 195                                       |
| 1946 | 1946                                      |                                           | 185                                       | 185                                       |
| 1954 | 1954                                      |                                           | 181                                       | 181                                       |
| 1962 | 1962                                      |                                           | 153                                       | 153                                       |
| 1968 | 1968                                      |                                           | 127                                       | 127                                       |
| 1975 | 1975                                      |                                           | 125                                       | 125                                       |
| 1982 | 1982                                      |                                           | 145                                       | 145                                       |
| 1990 | 1990                                      |                                           | 137                                       | 137                                       |
| 1999 | 1999                                      |                                           | 147                                       | 147                                       |
| 2006 | 2006                                      |                                           | 189                                       | 189                                       |
| 2013 | 2013                                      |                                           | 186                                       | 186                                       |
| 2020 | 2020                                      |                                           | 179                                       | 179                                       |
| Quelle(n): EHESS/Cassini bis 1999, INSEE ab 2006 Anmerkung(en): Ab 1962 offizielle Zahlen ohne Einwohner mit Zweitwohnsitz |                                           |                                           |                                           |                                           |

## Sehenswürdigkeiten
- Der Offizier Antoine Joseph Secrétan ließ 1821 sein Ruhesitz in Grusse errichten. Es ist seit 2008 als Monument historique eingeschrieben.
- Kirche Saint-Roch

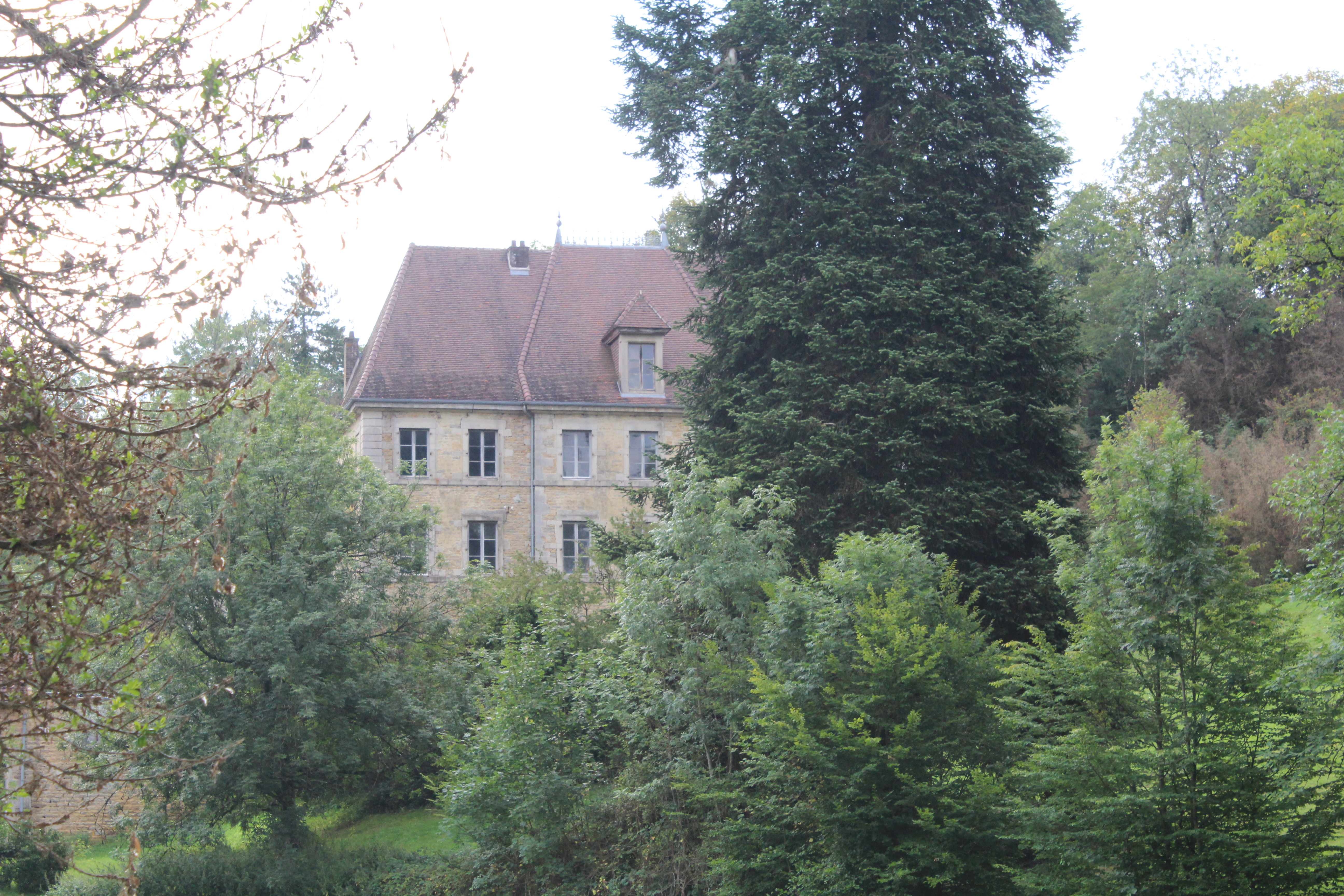
Wohnhaus von Antoine Joseph Secrétan
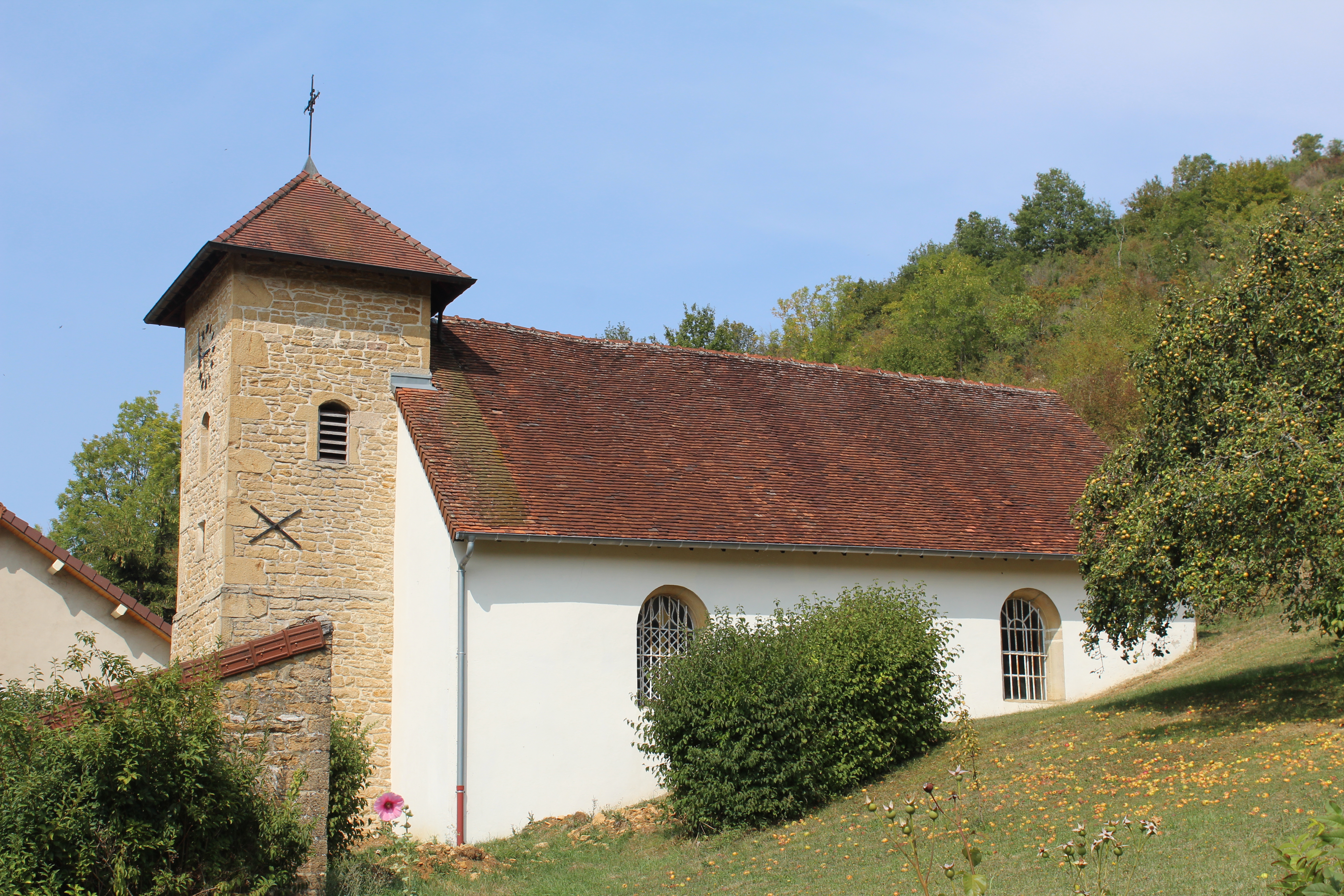
Kirche Saint-Roch

## Wirtschaft
80 Hektar der Rebflächen in der Gemarkung Grusse gehören zum Weinbaugebiet Côtes du Jura.